# Francesco Bossi (grecista)
Francesco Bossi (Udine, 7 dicembre 1949 – Bologna, 23 dicembre 2014) è stato un filologo e grecista italiano.

## Biografia
Bossi si laureò in Lettere classiche nel 1972 a Bologna, con una tesi dal titolo Le glosse archilochee nel lessico di Esichio: kappa-omega; suo relatore fu Enzo Degani.
Dopo la laurea fu prima borsista e poi contrattista presso l'Università di Bologna, dove ebbe l'incarico dell'insegnamento di Storia della lingua greca nell'anno accademico 1977-1978, quindi di Storia della filologia classica dal 1978 al 1983. Fu professore associato di Letteratura greca dal 1983 al 1990. Dal 1993 fu professore ordinario di Storia della filologia classica presso lo stesso Ateneo bolognese.
La sua attività scientifica ha avuto come principali interessi la lirica arcaica (in particolare Archiloco) e la lessicografia greca (soprattutto Esichio).
È stato membro della direzione della rivista Eikasmós.

## Pubblicazioni

### Volumi
- Studi su Archiloco, Bologna, CLUEB, 1984.
- La tradizione dei classici greci, Bologna 1992.

### Articoli
- Note archilochee, Eikasmós V (1994) 11-21.
- Osservazioni sul lessico di Fozio, "Eikasmós" VII (1996) 211-216.